# Искаков, Спан
Спан Искаков (каз. Спан Ысқақов; 1896 год, аул № 7, Каркаралинский уезд, Семипалатинская область, Степное генерал-губернаторство, Российская империя — 3 марта 1980, Каркаралинский район, Карагандинская область, Казахская ССР) — старший табунщик колхоза «Совет» Каркаралинского района Карагандинской области, Казахская ССР. Герой Социалистического Труда (1949).

## Биография
Родился в 1896 году в крестьянской семье в ауле № 7 Каркаралинского уезда.
После получения начального образования трудился в личном сельском хозяйстве. Во время коллективизации в 1930 году вступил в местный колхоз. Трудился животноводом на ферме. С 1932 года — табунщик в колхозе «Совет» Каркаралинского района. Участвовал в Великой Отечественной войне. После демобилизации возвратился в родной колхоз, где трудился табунщиком. Позднее был назначен старшим табунщиком.
В 1948 году получил высокий приплод, вырастив 82 жеребёнка от 82 кобыл. За получение высокой продуктивности животноводства в 1948 году удостоен звания Героя Социалистического Труда указом Президиума Верховного Совета СССР от 27 августа 1949 года с вручением ордена Ленина и золотой медали «Серп и Молот» (№ 4151).
Этим же указом званием Героя Социалистического Труда был заведующий коневодческой фермой колхоза «Совет» Каркаралинского района Мухади Егизбаев.
Трудился в колхозе, который позднее был реорганизован в совхоз имени Фрунзе, до выхода на пенсию в 1963 году.
Скончался 31 марта 1980 года.